# Liste der Kulturdenkmale in Gangloffsömmern
In der Liste der Kulturdenkmale in Gangloffsömmern sind alle Kulturdenkmale der thüringischen Gemeinde Gangloffsömmern (Landkreis Sömmerda) und ihrer Ortsteile aufgelistet (Stand: 2006).

## Gangloffsömmern
Einzeldenkmale
| Bild                                    | Bezeichnung | Lage              | Datierung | Beschreibung | ID |
| --------------------------------------- | --- | ----------------- | --------- | ------------ | -- |
| weitere Bilder Fotos hochladen          | Kirche mit Ausstattung und Friedhof mit Ummauerung, historischen Grabstätten sowie Kriegerdenkmal nahe dem Haupteingang | (Karte)           |           |              |    |
| Direkt Bild zu diesem Denkmal hochladen | Wohnhaus und ehem. Stellmacherei                                                                                        | Thienemannstr. 12 |           |              |    |

## Schilfa
Einzeldenkmale
| Bild                           | Bezeichnung            | Lage                | Datierung | Beschreibung | ID |
| ------------------------------ | ---------------------- | ------------------- | --------- | ------------ | -- |
| weitere Bilder Fotos hochladen | Kirche mit Ausstattung | Hauptstraße (Karte) |           |              |    |

## Quelle
- Landkreis Sömmerda. (Memento vom 1. Februar 2017 im Internet Archive; PDF; 160 kB) landkreis-soemmerda.de, Auszug aus dem Denkmalbuch des Landes Thüringen